# Казачий Дюк
Каза́чий Дюк — село в Шацком районе Рязанской области.Входит состав Ольховского сельского поселения.
Расстояние до районного центра — 12 км, до областного центра 165 км. Находится в 3 км к югу от федеральной автомобильной дороги М5 «Урал».
Население — 189 чел. (2012).

## География
Село располагается на Юго-Западе Шацкого района, в природно-экономической зоне Рязанской области, на расстоянии 12 км от Шацка. Ближайшие крупные города: Рязань (165 км.), Тамбов (160 км.), Моршанск (80 км.). В трёх километрах проходит федеральная автодорога М5, от которой через село идёт ответвление, в объезд Шацка, и выходит на моршанское шоссе. Ближайшая железная дорога находится в городе Сасово. Расстояние до Москвы — 340 км.
Климат района умеренно континентальный, с тёплым летом и умеренно-холодной зимой. В течение года осадки распределяются неравномерно. С запада протекает небольшая речка Кашеляй, на левом берегу которой и была основана деревня. Впоследствии в результате увеличения домов сместилась к востоку, отодвинувшись от реки на 500—1000 метров. В непосредственной близости два водоёма искусственного происхождения: пруды «Ольховка» и «Сталинский».
Село расположено на бугристой местности, к северу от центра пересекается лощиной с востока на запад. Почвы преимущественно серые-лесные, в небольшом количестве также присутствуют чернозёмные. Большую часть территории вокруг занимают пашни. В советское время обрабатывалось около 5,5 тыс. га. Часть земель принадлежат лесным хозяйствам и охотничьим угодьям.
Полезные ископаемые глина, песок строительный.

## История
Происхождение названия
Название села состоит из названия рода службы наших предков-казаков и названия речки — Дюк. «Казачий Дюк» дословно соответствует выражению «Казачья река». В XVII веке речка протекала по середине казачьих земель, но в XVIII—XIX веках земли на правом берегу были переданы помещикам, и по речке проходила граница межевания казачьих и помещичьих земель. Поэтому название «Казачий Дюк» можно рассматривать и как «Наша река», для напоминания соседям, чья была речка исстари, и кто должен пользоваться её ресурсами. С 1815 года в верховьях речки была деревня Дюк (позднее называлась Мишитуно), принадлежащая помещикам, в 1896 деревню Липяная (тоже господская) переименовали в Липяной Дюк. Речка Дюк присутствовала в названии трех населенных пунктов.
В писцовых книгах XVII века речка называлась Польная Шача, вдоль неё была Дюкова поляна, рядом — Антипова поляна. В справочниках XIX века речка на всем своем протяжении до слияния с Лесной Шачей (теперь просто Шача) называлась Дюк. Это название было и у оврага, где берет своё начало речка (около Мишутино). Переименовали речку Дюк в Кашеляй, а ниже деревни Тюрино в Чечеру, где-то после ВОВ. Хотя овраг Кашеляй и одноимённая речка впадают в речку Тырница напротив Мишутино, составителей карт это не смутило. До середины 20-го века местные жители называли речку ласково Дючок. До 20-го века в ней ловили рыбу, на ней стояли водяные мельницы. Топоним Дюк редкий, и каких только версий о его происхождении не придумано. Вот ещё версия.
В начале XVII века граница Московского государства проходила по реке Лесная Шача (теперь просто Шача). Земли шацких казаков находились на правом берегу на ногайской стороне. Граница казачьих земель проходила по Польной Шаче, затем по Великому оврагу в чёрный (Тюринский) лес. Места холмистые, обзор для сторожевых постов хороший.
В Польную Шачу (сейчас Кашеляй) впадает речка Великая из одноимённого оврага (в XVII веке они назывались так же). В писцовой книге 1617 года недалеко от верховья Великого оврага, на реке Тынорце (теперь Тырница) упоминается Севрюково селище. Откуда же появились названия Севрюково, Шачи, Дюк, Великая?
До 1571 года сторожевую службу в Шацком регионе несли севрюки — наемники из северо-западных районов Московского государства.
В Гдовском районе Псковской области до ВОВ была деревня «Дюк — Переволоки», там же на Псковщине течет красавица река Великая. У реки Костромы есть два притока с названием Шача. Известный факт, что при переселении народ давал новым местам и рекам родные сердцу названия.
Дюк — мужское имя, как и Антип, значит поляной, которая была вдоль реки Польная Шача владел казак по имени Дюк, а владельцем соседней поляны был Антип. В XVII веке все поляны стояли на учёте, с указанием владельцев и сколько сена собирается. Но про конкретных Дюка и Антипа в XVII веке уже забыли, сохранились только названия. Кстати, былинный герой Дюк Степанович-купец из Галича, был другом Ильи Муромца. К сожалению, списки первых шацких казаков не сохранились, и не узнаем был ли среди них Дюк. Людей с фамилиями Дюков встречается много, значит, имя Дюк было распространенным до XVII века.
Основание

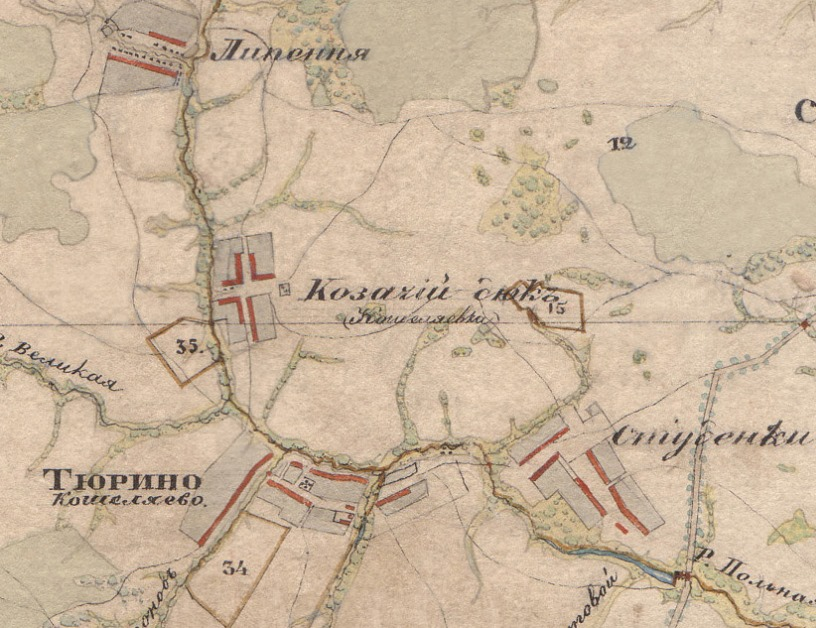
Село Казачий Дюк и соседние поселения в 1862 году.

К середине XIX века в Тамбовской губернии наблюдался повсеместный процесс расселения крестьян с основанием новых поселений. Это было связано с удаленностью частных участков и захватами земель казенных крестьян помещичьими. В это время в Казачьей слободе численность населения приближалась к 5000 душ. Слобода переполнилась. Частные участки обрабатываемых земель находились на расстоянии 10 км и более от слободы, и это стало причиной отселения жителей на новые места, ближе к своим наделам. В 1841 году 69 семей, основали новое поселение на краю земель, принадлежавших «Казачинскому сельскому обществу Казачьей слободы» недалеко от села Кошеляево (ныне Тюрино). Другая группа семей основала соседнюю деревню «Студенки» (ныне Студёновка). С этого года в метрических книгах Тюринской церкви стали появляться записи о жителях деревни «Кошеляевка, Дюк тож» («Казачьи выселки»). Название деревни «Кошеляевка» применялось с 1841 по 1852 гг. В документах Тамбовской Палаты Государственных имуществ от 15.06.1853 населенный пункт назван Дюк, это название использовалось и в метрических книгах. Название «Казачий Дюк» стало применяться с 1875 года. Было и неофициальное название села — «Красавка», употребляемое в разговоре. Казачий Дюк и Студенки расположены на землях, которые с момента основания Шацка были выделены казакам в общее пользование.
Приход крестьян деревни «Кошеляевка» относился к ближайшей церкви Николая чудотворца, расположенной в селе «Кошеляево» (ныне Тюрино).
Село активно развивалось, в 1911 г. о селе писали: «Казачий Дюк (Красавка). Церковь деревянная, холодная, построена прихожанами в 1864 году. Престол — во имя Михаила Архангела. Дворов 329, душ мужского пола 1198, душ женского пола 1132, великороссы, земледельцы и плотники, душевой надел полдесятины.
В приходе деревня Студенка, 160 дворов: 620 д. м. п., 569 д. ж. п. В полую воду в сообщении есть препятствия в 4-х верстах от церкви. Есть хутор купчихи Рязановой, небольшой, от церкви в 5-ти верстах.
Река Дюк и небольшой дровяной лес.
Школы две: одна в селе, другая в дер. Студенке, обе одноклассые, церковно-приходские, смешанные.

Притч собирает по одной мере ржи со двора, но по случаю малоземелья прихожан, сбор бывает плохой». 
Советские годы

Становление советской власти и Гражданская война прошли относительно спокойно. В селе открывается сельсовет и образуется колхоз. В 1918—1933 годах в селе происходили раскулачивания зажиточных семейств, в ходе которых имущество отбиралось, а люди выселялись из села, некоторые были сосланы в лагеря. В 1931 году был создан колхоз — сельхозартель «Искра» куда вошли Казачий Дюк и ряд окрестных деревень. К 30-м годам школа в Казачьем Дюке стала 4-х классной. Размещалась в доме отобранном у священника, около церкви. Преподавали несколько учителей: Полосухина Александра Матвеевна (многие годы была её директором), Сергей Иванович Рогачиков, его жена Полина Николаевна и Вера Федоровна.

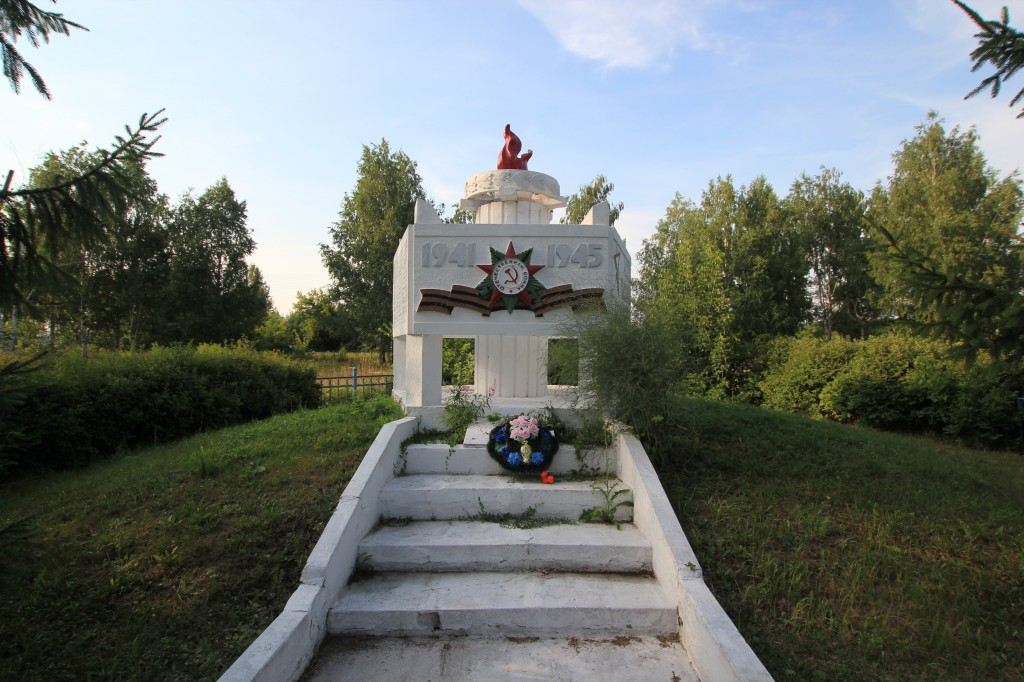
Памятник Казаче-Дюковцам павшим в Великой Отечественной войне

 В 1939-м году церковь закрыли, а здание использовали как склад. Во время Великой Отечественной войны из Казачьего Дюка и соседних деревень сотни мужчин уходят на фронт. В селе расквартировываются военные. На церковной колокольне устраивают наблюдательный пункт.
- 1947 год.

Церковь вновь открыли в Михайлов день 21.11.1947 года, освящал протоирей Иоанн (Рыбаков). Растащенное имущество частично возвращается, началась реконструкция. В 1954 году храм принял современный вид.
- 1964 год.

В ходе укрупнения колхозов создаётся колхоз им. Куйбышева, объединивший все соседние хозяйства с центром в Казачьем Дюке.
В селе прокладывают первую линию водопровода.
- 1965 год. Открывается основная общеобразовательная восьмилетняя школа. Частично перевезена из села Студёновка. Директором назначен Сенин Сергей Иванович.

70-е годы. В память о павших в ВОВ устанавливают памятник. Начало строительства ул. Заречной.
80-е годы. Строятся улицы Молодёжная и Новая. Прокладывают новую линию водопровода. Строят асфальтированную дорогу соединяющею село и федеральную автомобильную дорогу М5 «Урал».
90-е годы. По улицам села прокладывают асфальтовую дорогу.
- 1995 год. Федеральным законом «Об общих принципах организации местного самоуправления в Российской Федерации» от 28 августа 1995 года село переходит в статус «Казаче-Дюковского сельского округа»[5].

Современность
- 2004 год.

Расформирование СПК «Казаче-Дюковский» (бывший колхоз им. Куйбышева), животные и материальные ценности переданы другим хозяйствам.
- 2005 год.

В ходе объединения сельских округов «Казаче-Дюковский Сельский округ» входит в состав «Тарадеевского сельского округа», с административным центром в селе Тарадеи.
- 2007 год.

Решением Арбитражного суда Рязанской области СПК «Казаче-Дюковский» признано банкротом.
- 2009 год.

На материальные средства местных спонсоров построена купель и освещёна в честь иконы Ахтырской Божьей матери.
В связи с законом «О наделении муниципального образования — Шацкий район статусом муниципального района», принятый Рязанской областной Думой 22 сентября 2004 года, село Казачий Дюк входит в состав Тарадеевского сельского поселения. Главой избран Боронтов Николай Васильевич.
- 2010 год.

1 сентября. Из-за недостаточного количества учащихся закрывается местная школа. Учеников возят в среднюю школу села Казачья Слобода.
- 2013 год.

5 мая. Начинается газификация села.
1 июля. Официально закрывается местный «Дом культуры (клуб)».
20 июля. Начало строительства асфальтированной дороги по ул. Молодёжная.
9 сентября. В ходе выборов на должность главы Тарадеевского сельского поселения Боронтов Николай Васильвич переизбран на второй срок.
До 2017 года была в составе ныне упраздняемого Тарадеевского сельского поселения.

## Население
| 1989 | 2010 | 2012 |
| ---- | ---- | ---- |
| 290  | ↘146 | ↗189 |

## Населенные пункты
К Казаче-Дюковскому сельскому округу относились следующие населенные пункты:
- Андроновка (2 чел.)
- †Каменка†
- Липяной Дюк (8 чел.)
- Марьино (Баты) (0 чел.)
- Мишутино (5 чел.)
- †Мышоновка†
- Студёновка (24 чел.)
- Тюрино (4 чел.)

## ХрамАрхангела Михаила

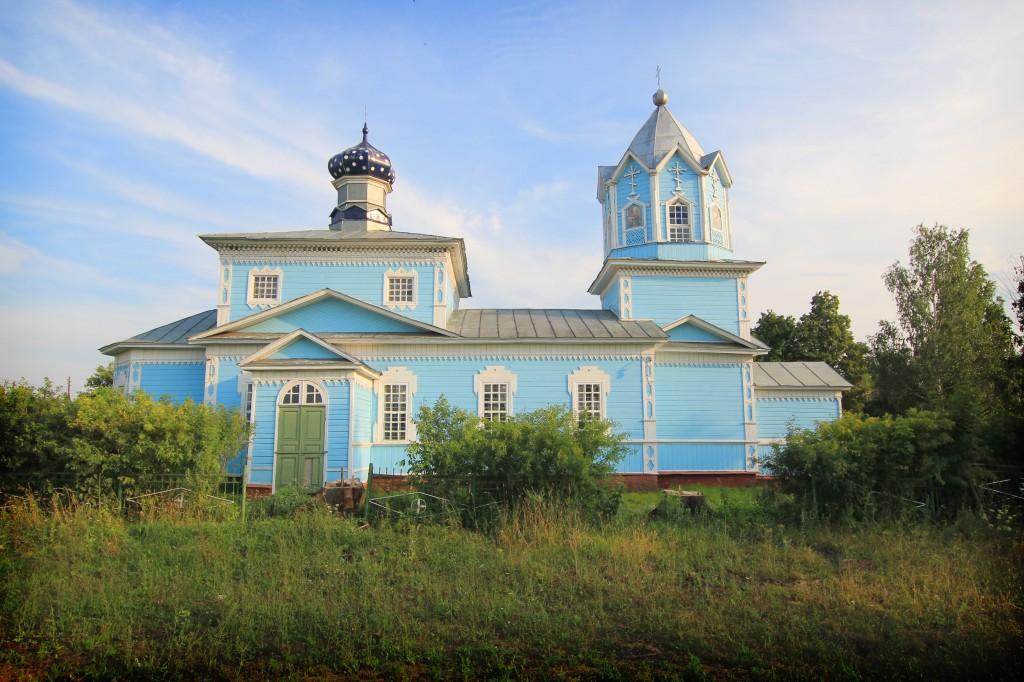
Церковь Архангела Михаила в селе Казачий Дюк

В 1861 году началось строительство церкви на деньги прихожан. В 1864 году был построен храм и освещен в честь Архангела Михаила- покровителя казаков. К этому времени деревня насчитывала 133 дома и 944 жителя. По одной из версий храм был перевезён из села Казачья Слобода, где была возведена каменная церковь. В куполе церкви была размещена колокольня, которая отличалась по звуку от Тюринской своей звонкостью. В начале 30-х годов в результате пожара сгорает храм в Тюрино, в приход к Казаче-Дюковскому храму попадают все близлежащие поселения.
С 1931 года, в период коллективизации начинается разорение церкви. На имущество местного священника Ивана Васильевича Рыбакова накладывается арест, а председатель церковного совета Тюринской церкви Стрункина Устинья Андреевна в 1931 году была сослана. Всё жалобы местных жителей отклонялись.

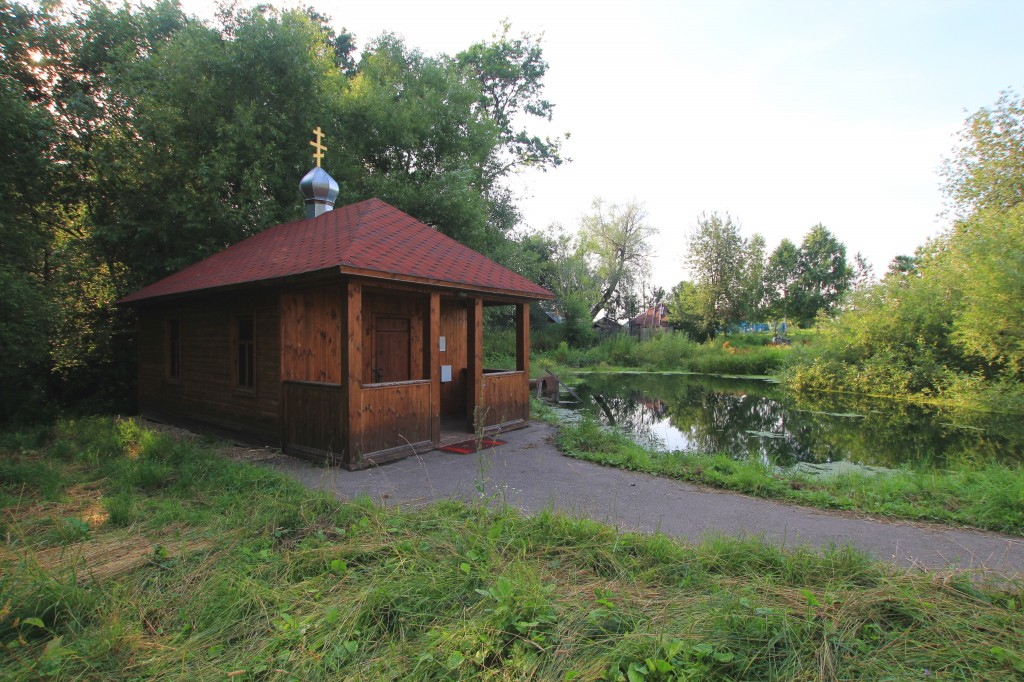
Купель в честь иконы Ахтырской Божьей матери в селе Казачий дюк

В 1939 храм закрывают, часть имущества увозят в Шацк остальное забирают прихожане. В 1940 году начальником почты Мохначёвым был сброшен колокол, а в здании открыт «клуб», затем склад, но люди отказывались туда ходить. В военные годы на церкви был организован наблюдательный пункт.
В 1947 году силами прихожан храм был восстановлен (кроме колокола), часть имущества возвращено. С этого года больше не закрывалась, хотя власти активно препятствовали посещению. В 1954 году в ходе крупного ремонта церковь приобретает современный вид, был сооружён новый четырёхъярусный иконостас. Расписывал храм художник Н. И. Пропин.
В 2009 году на деньги местных спонсоров в селе строится и открывается купель, освящённая в честь иконы Ахтырской Божьей матери. Освящение часовни состоялось 06.09.2009 г. в день 100-летия со дня рождения протоиерея П. С. Успенского. Обряд освящения провел иеромонах Павел (Гусаков).
Известные священники (годы службы):
- Дмитрий Антонов Любимов (1861—1863)- священник Никольской церкви села Кошеляево
- Дмитрий Алексеев Зотинов (1863—1866)
- Матвей Назарович Виссонов (1868—1886)
- Петр Иванович Кобеевский (1886)
- Афанасий Богоявленский (1887—1891)
- Василий Михайлович Сергеевский (1891—1907)
- Василий Лавров (1907—1935)
- Иван Васильевич Рыбаков (1935—1947)
- Григорий Бессребреников (1948—1949)
- Георгий Кузнецов
- Иван Максимович Скопцов (Иеромонах Мина)[15]
- Пётр Семёнович Успенский (1949—1979)
- Павел Александрович Харитошкин (отец Павел) (1980—1996)
- Роман Анатольевич Питерский (отец Серафим)
- иеромонах Павел Гусаков (2006—2012)

## Улицы
Казачий Дюк состоит из улиц:
- ул. Заречная
- ул. Зелёная
- ул. Молодёжная
- ул. Новая
- ул. Родниковая
- ул. Садовая
- ул. Центральная

## Известные уроженцы
- Алябьев, Иван Григорьевич (1912—1976) — Полный Кавалер ордена Славы[16].
- Шишкин, Сергей Владимирович (р. 1962) — Атаман районного казачьего общества (РКО) «Юго-Восток», казачий полковник[17].

## Галерея
| - Церковь Архангела Михаила. Вид с боку 2013 год                   | - Здание администрации 2013 год | - Памятник погибшим в Великой Отечественной войне. Развернутый вид 2013 год |
| - Купель. Вид изнутри 2013 год                                     | - ул. Новая 2013 год            | - ул. Центральная 2013 год                                                  |
| - Строительство асфальтированной дороги на ул. Молодёжной 2013 год | - ул. Заречная 2013 год         | - Дом культуры (клуб) 2013 год                                              |